# Religia w Senegalu
| Religia             | Pew Research Center, 2010 | Operation World, 2010 | CIA, 2016 |
| ------------------- | ------------------------- | --------------------- | --------- |
| Muzułmanie          | 96,4%                     | 91,0%                 | 96,1%     |
| Chrześcijanie       | 3,6%                      | 6,4%                  | 3,6%      |
| Katolicyzm          | 3,5%                      | 6,0%                  | –         |
| Protestantyzm       | 0,2%                      | 0,4%                  | –         |
| Religie afrykańskie | 0%                        | 2,2%                  | 0,3%      |
| Brak religii        | 0%                        | 0,1%                  | 0%        |

Religia w Senegalu – zdominowana jest przez wyznawców islamu, którzy stanowią ponad 90% społeczeństwa. Największą mniejszość religijną stanowią katolicy. Senegal słynie z tolerancji religijnej. 
Konstytucja Senegalu gwarantuje wolność w praktykowaniu dowolnej religii i określa państwo świeckim. Prawo Senegalu wymaga aby każda grupa religijna była zarejestrowana jako organizacja. 

## Islam
Islam dotarł do Senegalu i regionu rzeki Senegal w XI wieku. W ówczesnym czasie region ten był zamieszkiwany przez grupę etniczną Tukulor, która jako pierwsza była poddana islamizacji.
Większość muzułmanów w Senegalu związana jest z przywódcami religijnymi, którzy należą do bractw religijnych sufi oraz tarika. Ich zwolennicy są zobowiązani przestrzegać reguły i zasady etyki ustalone przez założyciela. Największe bractwa to: tidżanijja, muridijja, kadirijja i lahinija (Layene). Dwa pierwsze są najbardziej rozpowszechnione. Rozwój tidżanijji w Senegalu stanowi zasługę głównie trzech postaci: Al-Hadżego Malika Si (1854-1922), Abdulaje'a Niassa (1840-1922) oraz jego syna Ibrahima Niassa (1900-1975), przywódcy bractwa na obszarze Afryki Zachodniej.
Założycielem sufickiego bractwa muridijja był szajch Amadu Bamba, który głosił koncepcję „pokojowego dżihadu”. Po dziś dzień jest on wspominany jako przywódca mistyczny, a jeszcze częściej jako symbol oporu wobec francuskiej westernizacji, obrońca islamu i godności Afrykańczyków. 
W całym kraju działają szkoły koraniczne dla dzieci nazywane daara. Wielu muzułmanów praktykuje synkretyczny islam, wymieszany z tradycyjnymi wierzeniami plemiennymi.

## Chrześcijaństwo

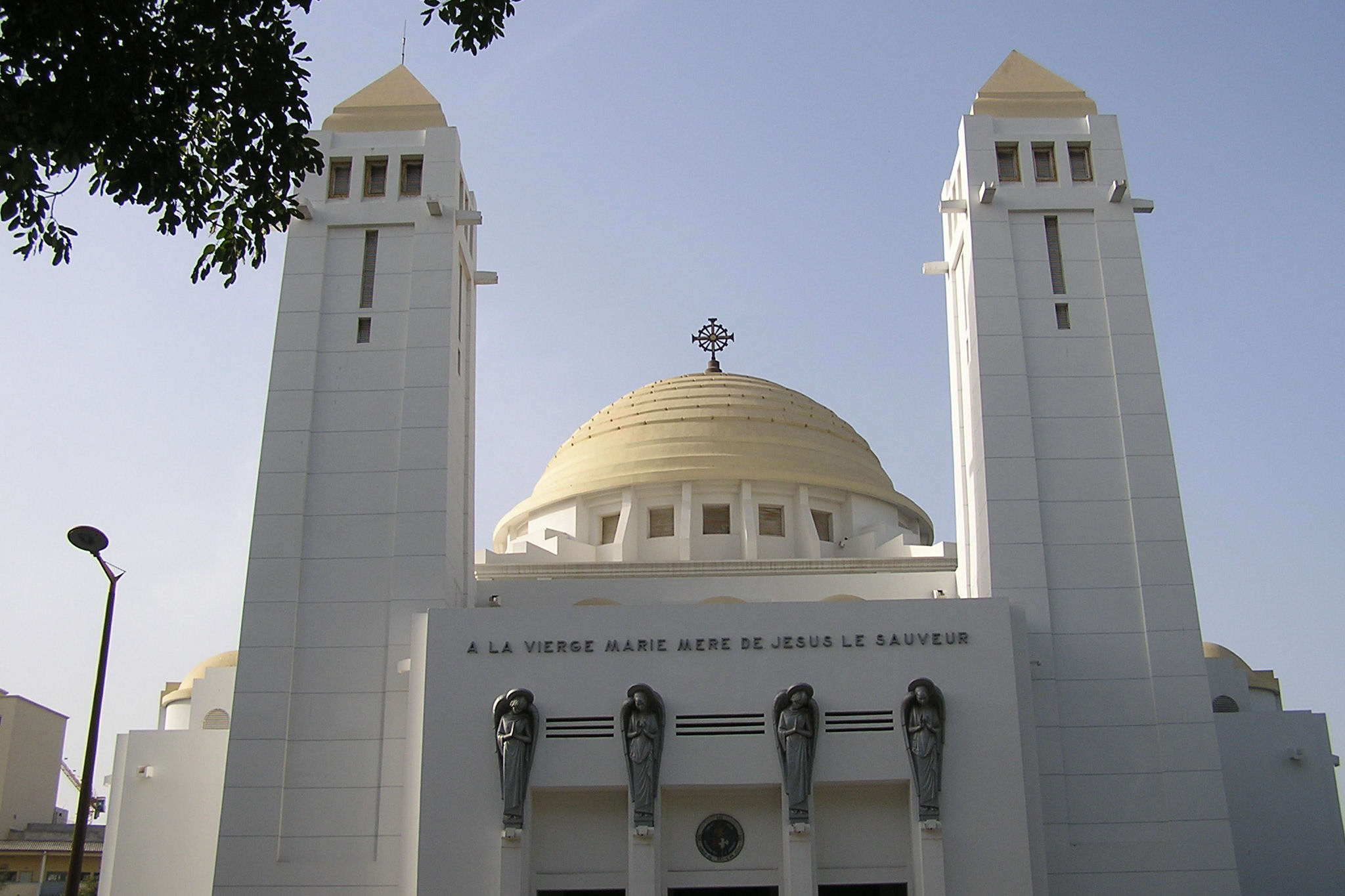
Katedra katolicka w Dakarze.

Kościół katolicki jako pierwszy ustanowił misję w Senegalu. Portugalscy odkrywcy dotarli tutaj już w XV wieku. Pierwsza diecezja Kościoła katolickiego została ustanowiona w 1514 roku. Na początku XIX wieku przybyły francuskie zakonnice z zakonu St. Joseph of Cluny. Kościół katolicki używał trzech metod w celu nawracania Senegalczyków. Wpierw budował szkoły aby promować edukację, następnie szpitale i przychodnie w których ludzie otrzymywali darmową pomoc medyczną, wreszcie dawał nowe możliwości zarabiania poprzez rozwój rolnictwa. 
Pierwszą misją protestancką w 1863 roku była Paris Evangelical Missionary Society. Kolejne przybywały w XX wieku.
Zdecydowana większość chrześcijan w Senegalu to katolicy. Inne nazwy obejmują: Kościół Nowoapostolski, zielonoświątkowców, luteran i prezbiterian. Wspólnoty te mają od kilku do kilkunastu tysięcy wiernych. Inne mniejsze grupy to m.in.: Świadkowie Jehowy (1,4 tys. głosicieli), baptyści, metodyści i adwentyści dnia siódmego. Mniejszość chrześcijańska znajduje się głównie w miastach na zachodzie i południu. Najwięcej chrześcijan występuje w plemieniu Sererów (co piąty Serer jest chrześcijaninem).

## Tradycyjne religie plemienne

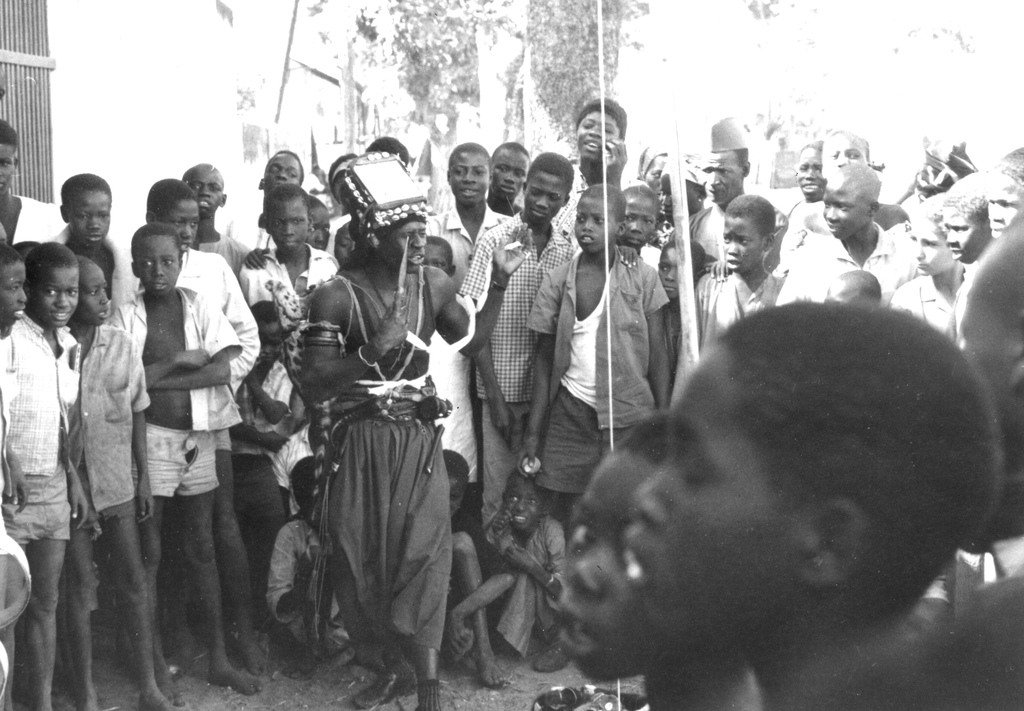
Rytuał plemienny na ulicy w Kaolack, w 1967 roku.

Animiści w Senegalu wierzą w Istotę Najwyższą, siły natury i w duchy przodków. Ludzie w kłopotach często udają się do szamanów i składają ofiary by zaspokoić gniew duchów. Wyznawców religii plemiennych spotkać można głównie na wschodzie i południu kraju. 

## Inne
W Senegalu obecni są także wyznawcy bahaizmu (28,5 tys.).  